# استفانو آکورسی
استفانو آکورسی (انگلیسی: Stefano Accorsi؛ زادهٔ ۲ مارس ۱۹۷۱) یک بازیگر اهل ایتالیا است.
از فیلم‌ها یا برنامه‌های تلویزیونی که وی در آن نقش داشته است، می‌توان به اتاق پسر، دلایل قلبی، هیچ‌کجا مثل خانه نیست، یک مرد محترم و خواهران و برادران اشاره کرد.